# Weinmannia velutina
Weinmannia velutina là một loài thực vật có hoa trong họ Cunoniaceae. Loài này được O.C.Schmidt miêu tả khoa học đầu tiên năm 1929.